# Oldřich Lomecký

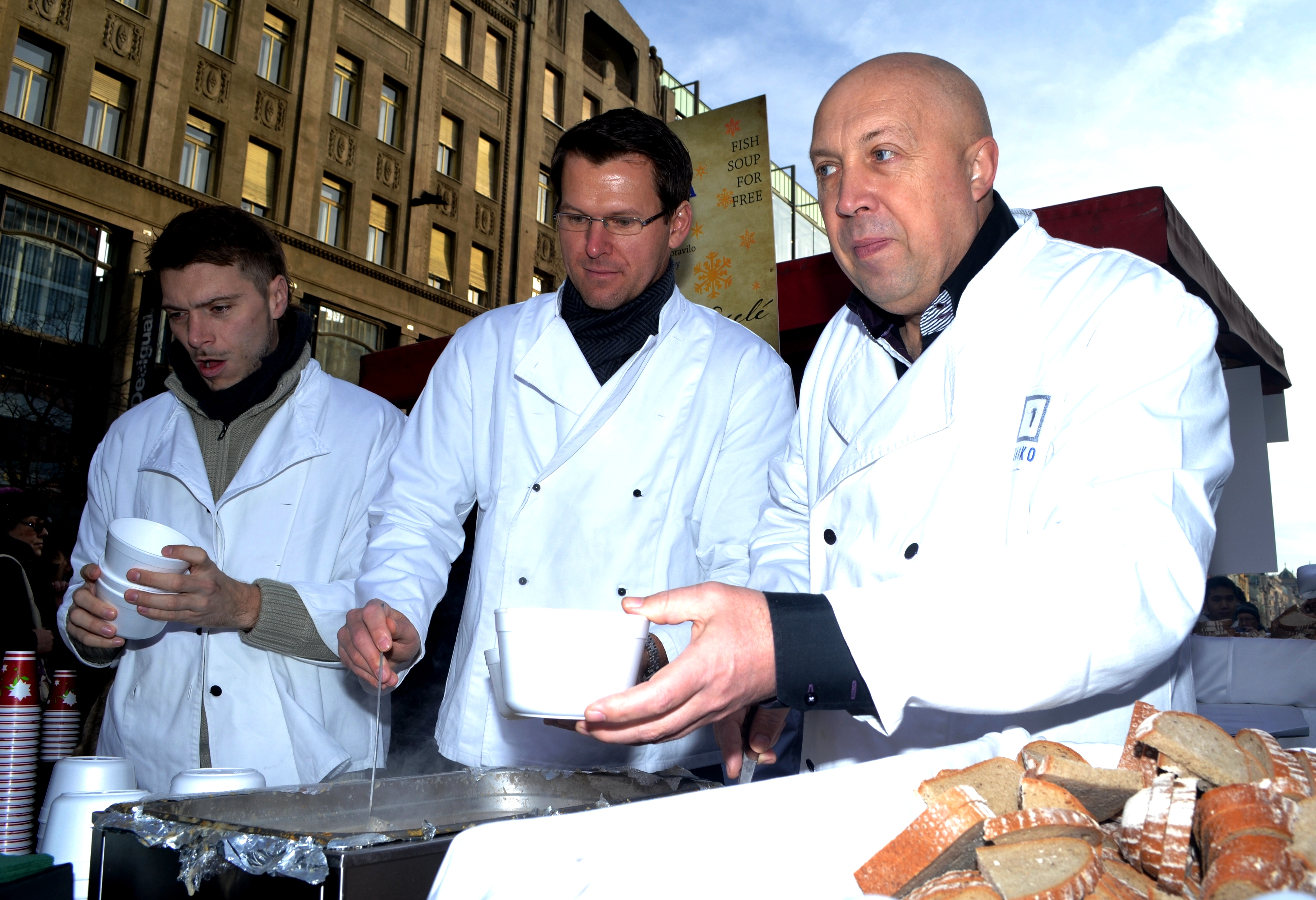
Oldřich Lomecký (vpravo) při rozdávání polévky na Štědrý den 2013 na Václavském náměstí v Praze

Oldřich Lomecký (* 9. ledna 1957 Praha) je český politik, v letech 2010 až 2018 starosta městské části Praha 1, bývalý člen TOP 09.

## Vzdělání
Absolvoval Fakultu elektrotechniky ČVUT. Následně pracoval jako konstruktér elektronických měřících systémů televizních vysílačů, potom jako obchodní ředitel divize měřících přístrojů v Tesle se zaměřením na export. Na stáži na fakultě ekonomie v belgickém Lutychu se posléze věnoval mezinárodnímu obchodnímu právu, ekonomice a účetním standardům EU. Po návratu pracoval na pozici ředitele a obchodního ředitele v několika menších soukromých společnostech zabývajících se mezinárodním obchodem a turistickým ruchem.

## Politika
Koaliční smlouva podepsaná 27. října 2010 určila vládnoucí koalici v Praze 1 ve složení TOP 09, ČSSD a Věci veřejné. V květnu 2011 však tato spolupráce skončila vystoupením Věcí veřejných z koalice poté, co Oldřich Lomecký obvinil místostarostku za Věci veřejné Janu Pařízkovou, že věděla o sledování politiků bezpečnostní agenturou ABL. Dvoučlenná koalice dvou zbývajících členů – TOP 09 a ČSSD – však měla v Zastupitelstvu Městské části Praha 1 i nadále pohodlnou většinu. Koaliční smlouva podepsaná po volbách v roce 2014 určila vládnoucí koalici v Praze 1 ve složení TOP 09, ČSSD a Občanská demokratická strana.
V komunálních volbách v roce 2018 obhájil z pozice lídra kandidátky TOP 09 post zastupitele městské části Praha 1. Nepodařilo se mu však stát se součástí nové koalice a v polovině listopadu 2018 jej ve funkci starosty městské části nahradil Pavel Čižinský. Následně z TOP 09 vystoupil a v březnu 2019 rezignoval na svůj zastupitelský mandát.

## Sokol
Po vážném zranění v roce 1997 nastoupil o rok později do České obce sokolské na pozici ředitele Tyršova domu s kompetencí řízení komerčních aktivit tohoto občanského sdružení. V pozdějších letech byl jako aktivní sportovec a člen sokolské jednoty TJ Sokol Praha Vršovice II. postupně zvolen do nejvyšších činovnických funkcí v Sokole až do pozice 1. místostarosty ČOS.

## Konflikt s Piráty
V březnu 2018 Lomecký obvinil Davida Bodečka, který ve volbách do zastupitelstva Prahy 1 úspěšně kandidoval za Piráty, že je součástí „zločinného spolčení“ s vyšetřovatelem případu privatizace bytu v centru Prahy, protože oba jsou podle Lomeckého homosexuálové a „Patří do stejné gay komunity“. Lomecký podal jako starosta trestní oznámení na údajné spiknutí v gay komunitě proti radnici. Jitka Nazarská, předsedkyně místního sdružení Pirátů na Praze 1, na to reagovala slovy: „Bránit se proti vyšetřování majetkové kauzy vymyšlením spiklenecké teorie o vydírající gay komunitě za účelem zdiskreditování svého kritika a vyšetřujícího policisty považuji za naprostou nehoráznost. Takto by se neměl chovat žádný starosta.“

## Obvinění policie a rozsudek
V červnu 2019 byl Lomecký společně s dalšími zastupiteli a pracovníky úřadu městské části Praha 1 obviněn policií z prodeje městských bytů za částky, které byly nižší než obvyklé ceny. Měla tak vzniknout škoda za zhruba 40 milionů korun. Dne 11. dubna 2024 ho Obvodní soud pro Prahu 1 zprostil obžaloby. Proti rozsudku se státní zástupce odvolal původně pro Lomeckého navrhoval dvouletý podmíněný trest a dvousettisícový peněžitý trest.  